# Русофили (вилна зона)
Вижте пояснителната страница за други значения на Русофили.
Русофили е вилна зона на град Русе. Разположена е в южната част на града. Обхваща много малка територия. В близост се намират: вилните зони Средна кула и Запад и квартала Дружба 3.